# Irving Layton
Irving Layton, rodným jménem Israel Pincu Lazarovitch, (12. března 1912 – 4. ledna 2006) byl kanadský básník narozený v Rumunsku. Již v roce 1913 s rodiči odešel do Montréalu. Studoval zemědělství na Macdonald College (součást McGillovy univerzity), později se oženil a odešel do Halifaxu. Nedlouho poté se však vrátil do Montréalu a v roce 1942 vstoupil do armády. Svou první básnickou sbírku vydal v roce 1945 pod názvem Here and Now. Následovala řada dalších; ve sbírce Cerberus (1952) se jeho tvorba objevuje vedle básní Louise Dudeka a Raymonda Soustera. V roce 1981 byl neúspěšně nominován na Nobelovu cena za literaturu. V roce 1994 mu byla diagnostikována Alzheimerova choroba. Zemřel roku 2006 v Montréalu ve věku 93 let.